# José Leonardo Ribeiro da Silva
José Leonardo Ribeiro da Silva (San Paolo, 5 febbraio 1988) è un ex calciatore brasiliano, di ruolo difensore.

## Palmarès

### Club

#### Competizioni nazionali
- Campionato MLS: 2

LA Galaxy: 2012, 2014
- Lamar Hunt U.S. Open Cup: 1

Houston Dynamo: 2018